# Carduus nutans
Carduus nutans  es una especie botánica de cardo de la familia Asteraceae. 
Es una herbácea planta bienal con vistosas flores rojo purúreas y tallos y hojas con espinas agudas. Nativa de Europa, África del Norte y parte de Asia. 

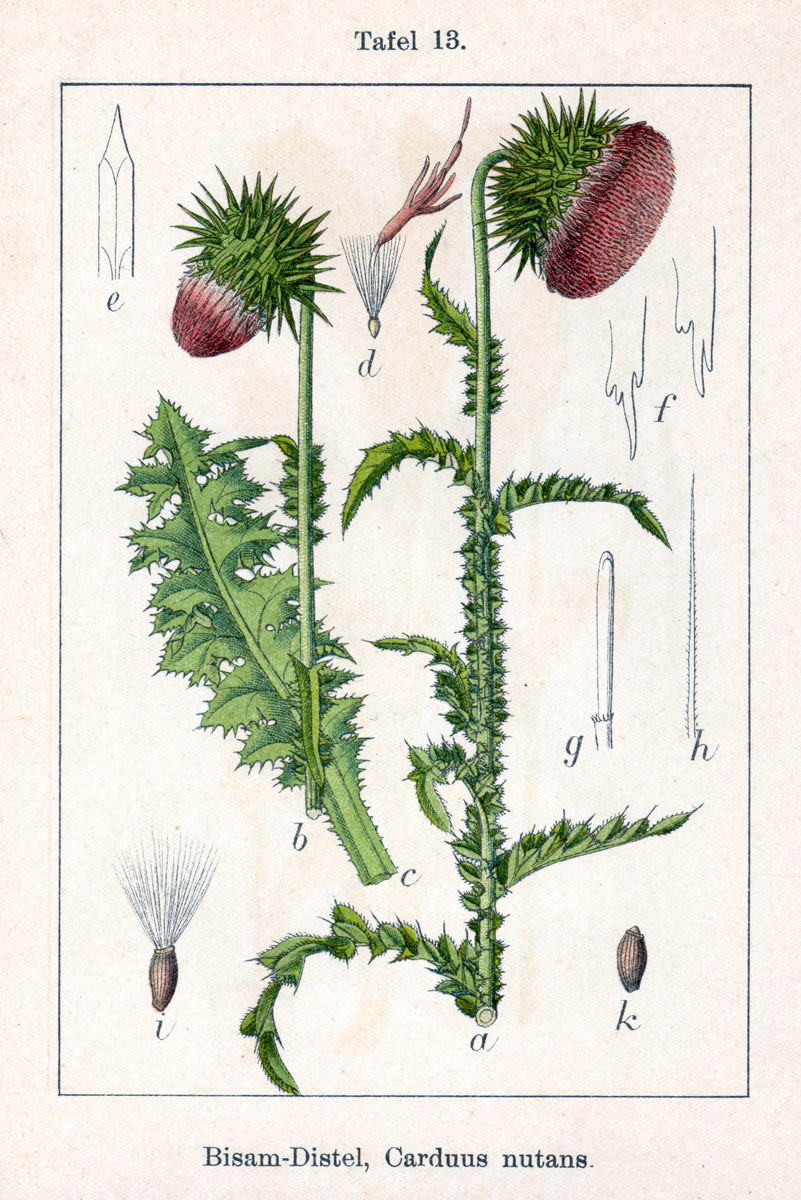

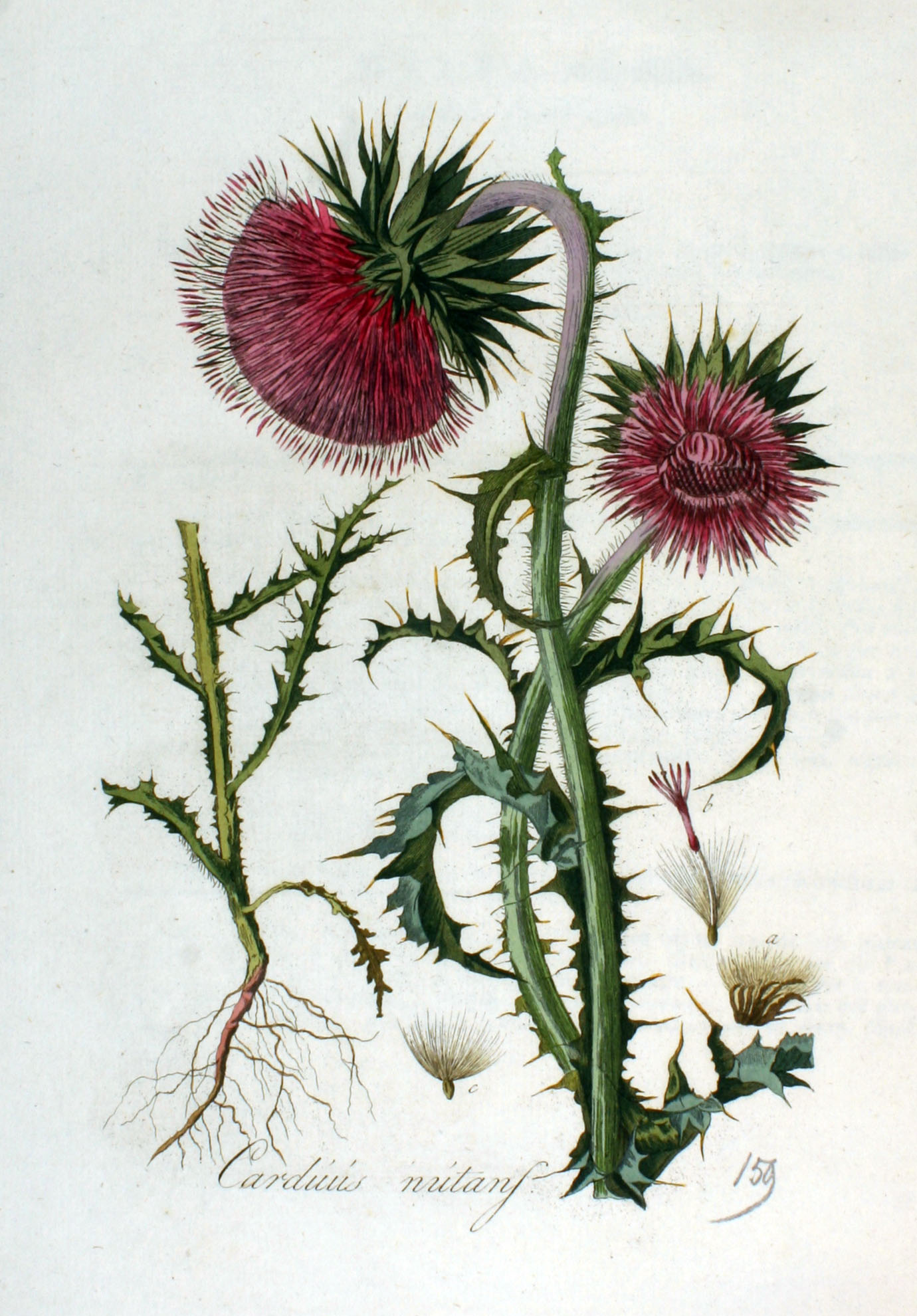
Ilustración de Flora Batava

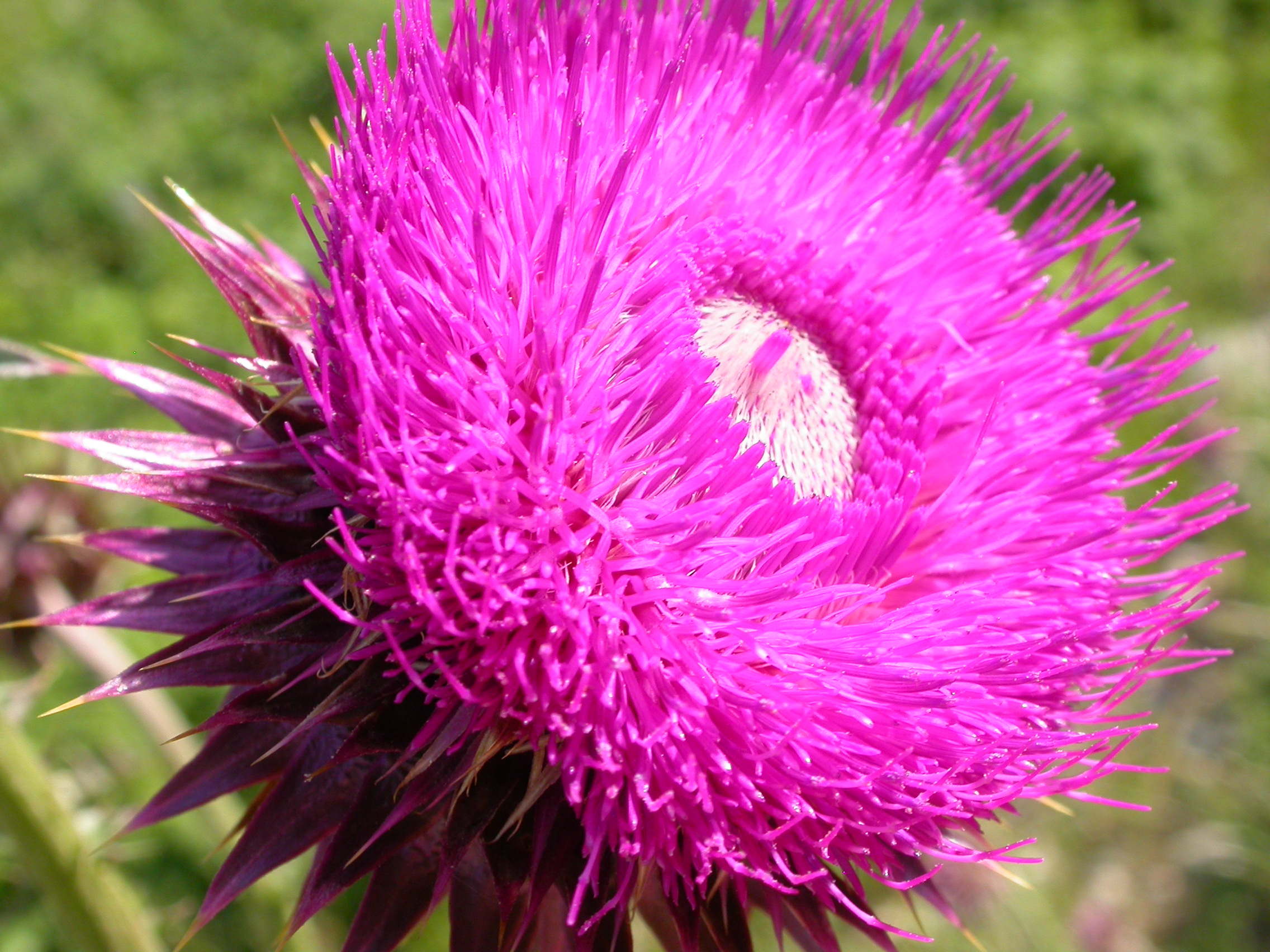
Inflorescencia

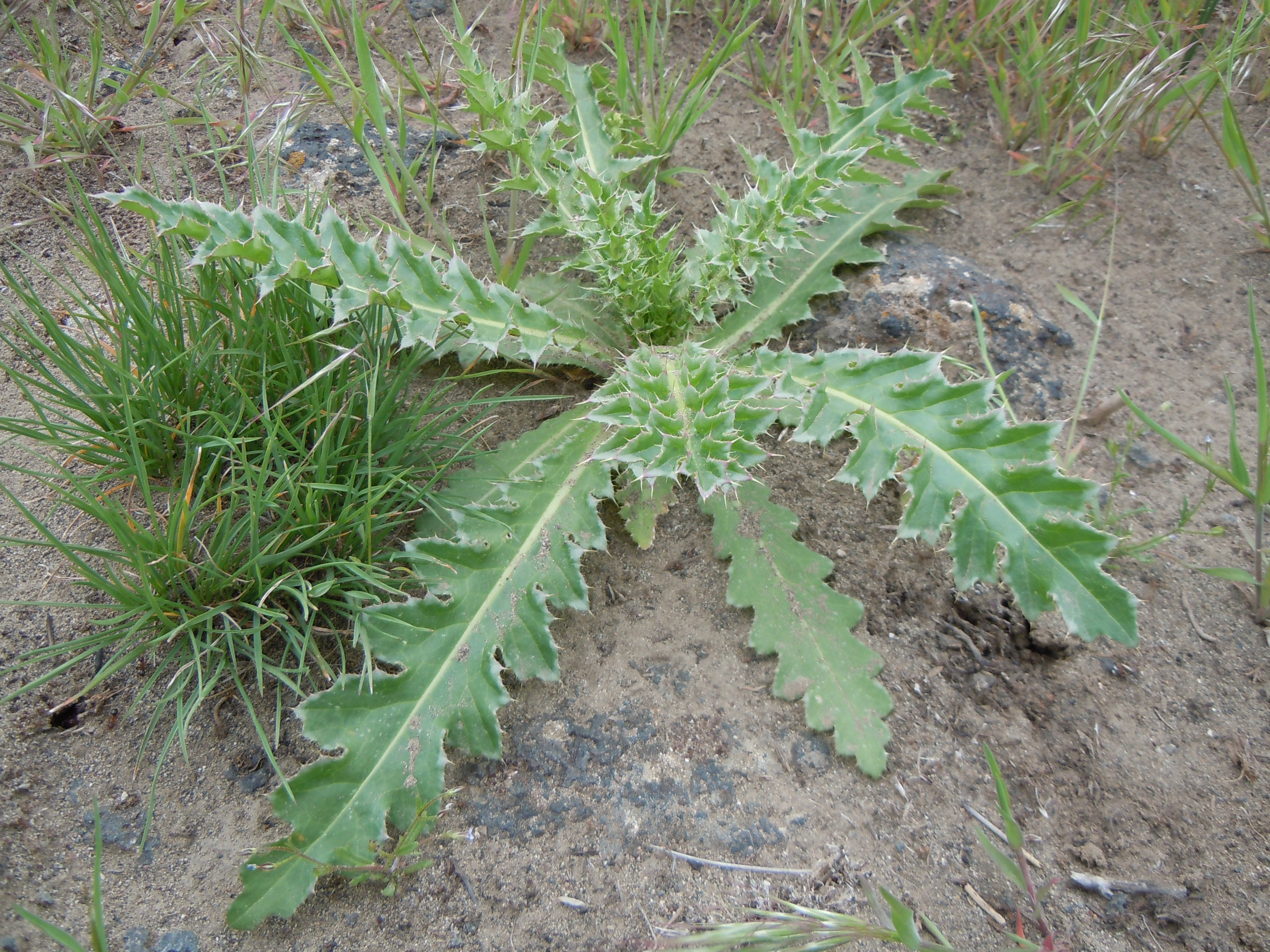
Hojas en roseta

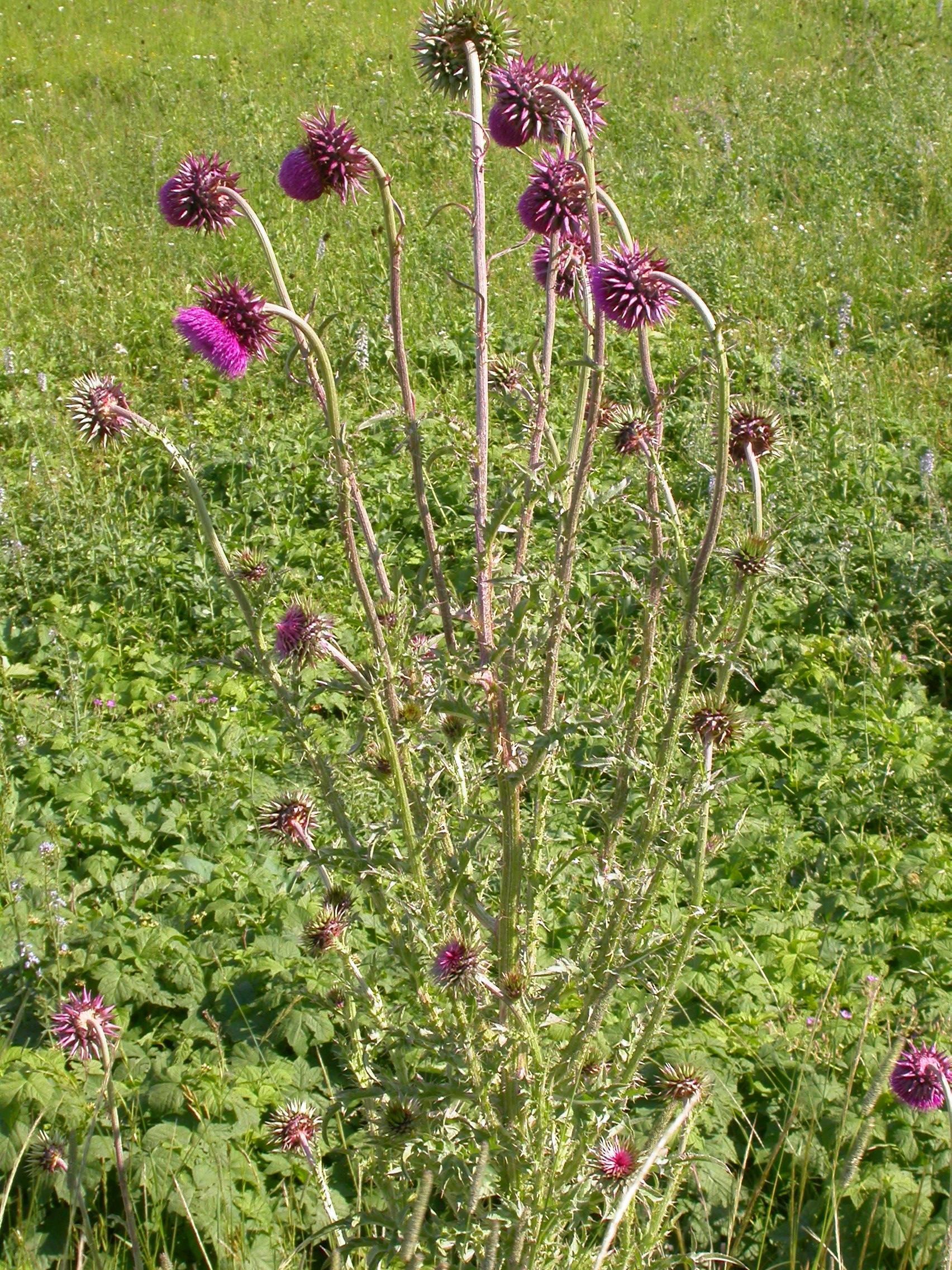
Hábito

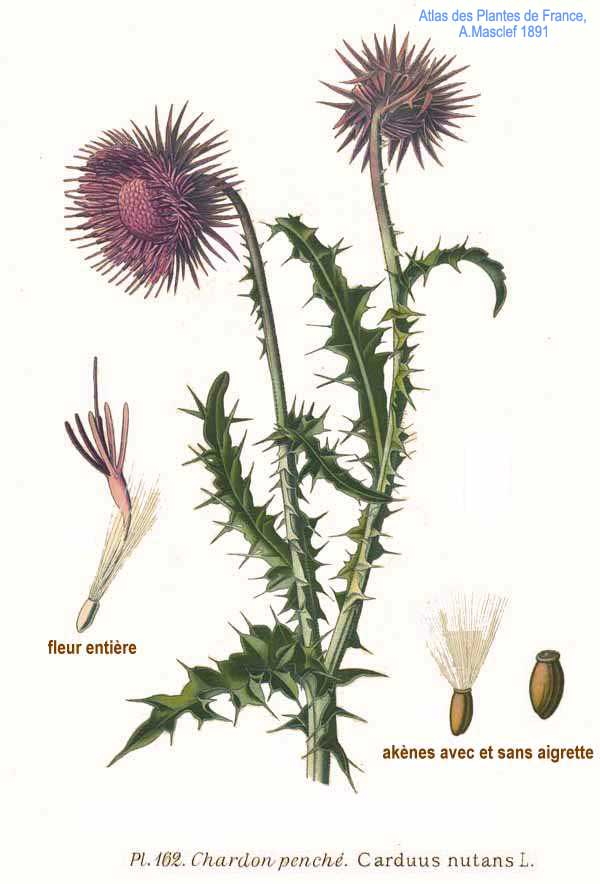
Ilustración

## Descripción
Más o menos ramificada, puede alcanzar los 2 m de altura. Los tallos son alados-espinosos y las hojas verde oscuras, lobuladas bipinnadas, con una superficie suave, cerosa y espinas en los lóbulos amarillo/ beige. Inflorescencia en capítulos florales solitarios en el apex de los tallos. Las brácteas involucrales externas, abiertas hasta reflejas, son ovaladas a lanceoladas y puntiagudas; las interiores desprovistas de punta y de forma más linear. Todas son de color púrpura, más fuerte que las flores. Como todos los Carduinae, solo tiene flósculos, muy abundantes de color morado/púrpura. Dicho capítulo mide de 3 a 5 cm (raramente 7 cm) de diámetro. Los frutos (aquenios) son de color pardo/dorado, de unos 5 mm de largo con cerdas del vilano -que es caedizo- 3-5 veces más largas que el cuerpo del fruto. A la madurez, los capítulos se inclinan lateralmente de unos 90° a 120° respecto a eje del tallo del tallo. 
Usualmente es una planta bienal, requiriendo dos años para completar un ciclo reproductivo. Sin embargo, puede germinar y dar flor en el mismo año en climas más cálidos. Las plántulas emergen en primavera verano, y dan una roseta de largas hojas de 1-4 dm de largo. Y pasan el invierno en ese estado de roseta, y desarrollan muchas ramas florales en la primavera siguiente,.
El número de capítulos por planta depende del hábitat y varía de  20-50 en desfavorables lugares a 1-20 en los favorables. La floración ocurre tarde en primavera hasta el verano, y un mes después tiene lugar la diseminación anemófila de los frutos. Un solo capítulo produce 1.200 aquenios, y una sola planta 120.000, y pueden permanecer viables en el suelo por más de diez años, haciendo más difícil su control.

## Hábitat y distribución
Cosmopolita - pero ausente de las regiones tropicales y subtropicales, así como del Sur de África y la mayor parte de Asia, bien sea por nativa o por introducida/naturalizada. En España está esparcida por todo el territorio peninsular pero está ausente de las Islas Baleares y las Islas Canarias.
Crece desde 0 a cerca de 2.500 m s. n. m. en suelo neutral a ácido, típicamente en áreas abiertas disturbadas o empastadas en praderas, tierra arable, arcenes, ruinas y escombros y similares. Crece en todas partes, inclusive donde hubo inundaciones, movimientos de tierra, pero no crece bien en humedales y en sitios secos o sombreados.

### Control de plaga
Esta especie se introdujo involuntariamente al este de Norteamérica a principios del siglo XIX y tienen una larga historia como especie invasora en prácticamente la totalidad de Estados Unidos, donde ha sido declarada maleza combatible en muchos estados, así como también en provincias canadienses. Se hicieron  muchos esfuerzos para controlar esta plaga, y se han conseguido algunos resultados con la introducción de Rhinocyllus conicus, un gorgojo europeo, pero este último tiene el grave inconveniente de atacar también las especies nativas de Cirsium.

## Taxonomía
Carduus nutans fue descrita por  Carlos Linneo y publicado en Species Plantarum, vol. 2, p. 821, 1753.
Etimología
- Carduus: nombre genérico derivado del latín cardŭus, -i, «cardo» en el más amplio de sus sentidos, o sea no solo el género Carduus pero también unas cuantas plantas espinosas de diversas familias (Asteraceae, Dipsacaceae, Umbelliferae...).[6] Parece que el vocablo no tiene origen indoeuropeo, pero más bien de un latín provincial de África del actual Túnez -entonces Cartago- donde se empleaba la palabra cerda, c(h)erda (atestada en un Pseudo Dioscórides como χέρδαν) para designar el Cardo corredor; dicho vocablo tendría un origen bereber o púnico desde una raíz «qrd» con la idea de «pinchar, picar» y evolucionaría hasta un cardus y carduus al mismo tiempo que se ampliaría su uso a otras plantas espinosas.[7] Plinio el Viejo, en su Naturalis Historia (19, 54, 152, 153), empleo el vocablo cardus para designar las alcachofas y los cardos de comer, refiriéndose en particular a los cultivados en Cartago y Córdoba («...carduos apud Carthaginem Magnam Cordubamque...»),[8] en lugar de cǐnăra, más clásico, reforzando el probable origen provincial aludido.
- nutans: epíteto latíno que significa "con balanceo".[9]

Citología
Número de cromosomas de Carduus nutans (Fam. Compositae) y táxones infraespecíficos: 2n=16
Variedades aceptadas
- Carduus nutans'' subsp. ''alpicola (Gillot) Chass. & Arènes
- Carduus nutans'' subsp. ''granatensis (Willk.) O.Bolòs & Vigo
- Carduus nutans'' subsp. ''leiophyllus (Petrovič) Stoj. & Stef.
- Carduus nutans'' subsp. ''macrocephalus (Desf.) Nyman
- Carduus nutans'' var. ''macrocephalus (Desf.) B.Boivin
- Carduus nutans'' subsp. ''maurus (Emb. & Maire) Greuter
- Carduus nutans'' subsp. ''micropterus (Borbás) Hayek
- Carduus nutans'' subsp. ''numidicus (Coss. & Durieu) Arènes
- Carduus nutans'' subsp. ''perspinosus (Fiori) Arènes
- Carduus nutans'' subsp. ''platylepis (Rchb. & Saut.) Nyman
- Carduus nutans'' subsp. ''platypus (Lange) Greuter
- Carduus nutans'' subsp. ''siculus (Franco) Greuter
- Carduus nutans'' subsp. ''subacaulis Arènes
- Carduus nutans'' subsp. ''taygeteus (Boiss. & Heldr.) Hayek

Sinonimia
- Carduus armenus Boiss.
- Carduus attenuatus Klokov
- Carduus coloratus Tamamsch.
- Carduus kondratjukii Gorl.
- Carduus leiophyllus Petrovič
- Carduus macrocephalus Desf.
- Carduus macrocephalus var. kabylicus Maire
- Carduus macrolepis Peterm.
- Carduus numidicus var. porpinquus Batt.
- Carduus nutans var. armenus Boiss.
- Carduus nutans var. atlanticus (Pomel) Batt.
- Carduus nutans var. brachycentros Hausskn.
- Carduus nutans subsp. leiophyllus (Petrovič) Stoj. & Stef.
- Carduus nutans var. leiophyllus (Petrovič) Arènes
- Carduus nutans var. longispinus Moris
- Carduus nutans subsp. macrocephalus (Desf.) Gugler
- Carduus nutans subsp. macrocephalus (Desf.) K.Richt
- Carduus nutans var. macrocephalus (Desf.)
- Carduus nutans subsp. macrolepis (Peterm.) Kazmi
- Carduus nutans var. songaricus C.Winkl. ex O.Fedtsch. & B.Fedtsch.
- Carduus nutans subsp. sporadum (Halácsy) Rech.f.
- Carduus nutans var. vestitus (Hallier) B.Boivin
- Carduus phyllolepis Willk.
- Carduus propinquus Pomel ex Batt. & Trab.
- Carduus schischkinii Tamamsch.
- Carduus songoricus (C.Winkl. ex C.Winkl.) Tamamsch.
- Carduus thoermeri subsp. armenus (Boiss.) Kazmi[11]